# Acid Yellow 36
C.I. Acid Yellow 36 (Trivialname Metanilgelb) ist ein Azofarbstoff und Indikator, der zur pH-Wert-Bestimmung eingesetzt wird. Sein Umschlagpunkt liegt zwischen pH 1,2 und 2,3, wobei der Farbumschlag von rot nach gelb erfolgt. Er findet mitunter Anwendung als Lebensmittelfarbstoff, ist für diese Verwendung in der EU jedoch nicht zugelassen. Acid Yellow 36 ruft in Laborversuchen hepatotoxische Effekte, zum Beispiel in Ratten, hervor.